# Wieniamin Pulewicz
Wieniamin Michajłowicz Pulewicz, ros. Вениамин Михайлович Пулевич (ur. 9 października 1878, zm. 1 kwietnia 1954 w Lakewood) – rosyjski, ukraiński i ponownie rosyjski wojskowy (generał), dowódca Batalionu Zapasowego sztabu, 2 Batalionu 4 Pułku, Kompanii Zapasowej Batalionu „Belgrad” sztabu, a następnie Batalionu „Belgrad” sztabu Rosyjskiego Korpusu Ochronnego podczas II wojny światowej.

## Życiorys
Ukończył włodzimierski korpus kadetów w Kijowie, zaś w 1898 r. kursy szkoleniowe w szkole kawalerii w Jelizawetgradzie. Służył w 15 Aleksandrowskim Pułku Dragonów. W 1901 r. awansował do stopnia porucznika. W 1904 r. ukończył nikołajewską akademię sztabu generalnego. W 1904 r. mianowano go sztabskapitanem. Brał udział w wojnie rosyjsko-japońskiej. Był oficerem sztabowym do specjalnych poruczeń przy sztabie Priamurskiego Okręgu Wojskowego. W 1906 r. awansował na kapitana. Objął funkcję starszego adiutanta w sztabie 4 Dywizji Piechoty, zaś od 1907 r. w sztabie 4 Dywizji Kawalerii. Od 1908 r. był zastępcą starszego adiutanta w sztabie Warszawskiego Okręgu Wojskowego. W 1909 r. został podpułkownikiem. W 1911 r. objął obowiązki oficera sztabowego do specjalnych poruczeń w sztabie Warszawskiego Okręgu Wojskowego. W 1913 r. awansował na pułkownika. Brał udział w I wojnie światowej. Początkowo był szefem oddziału etapowo-transportowego sztabu 2 Armii. Na pocz. stycznia 1916 r. objął dowodzenie 8 Łubienskiego Pułku Huzarów. Od końca czerwca 1917 r. był szefem sztabu 3 Dońskiej Dywizji Kawalerii. Pod koniec listopada tego roku został generałem majorem. Na pocz. kwietnia 1918 r. wstąpił do armii ukraińskiej Hetmanatu. Otrzymał stopień generała chorążego. Objął obowiązki szefa sztabu VI Korpusu Armijnego. Od poł. sierpnia tego roku był członkiem komitetu wojskowo-szkoleniowego przy Głównym Zarządzie Sztabu Generalnego. Pod koniec października został drugim generał-kwatermistrzem Zarządu. Podczas powstania antyhetmańskiego przeciwko władzy gen. Pawło Skoropadskiego na pocz. 1919 r. ukrywał się w Kijowie. Następnie wyjechał do Odessy, skąd w marcu tego roku ewakuował się statkiem do Konstantynopolu. We wrześniu powrócił do Rosji, wstępując do wojsk Białych gen. Antona I. Denikina. Objął funkcję szefa sztabu 3 Dońskiej Dywizji Kozackiej. Po wywiezieniu wojsk Białych z Noworosyjska na Krym na pocz. 1920 r., służył w sztabie portowego rejonu armijnego. W sierpniu tego roku ewakuował się statkiem z Sewastopola do Kotoru na wybrzeżu Dalmacji. Od pocz. sierpnia 1922 r. mieszkał w serbskiej wsi Zelenik. Po zajęciu Jugosławii przez wojska niemieckie w kwietniu 1941 r., wstąpił do nowo formowanego Rosyjskiego Korpusu Ochronnego. Pod koniec stycznia 1942 r. został dowódcą Batalionu Zapasowego sztabu Korpusu. Od końca maja tego roku dowodził w stopniu kapitana 2 Batalionem 4 Pułku. Następnie objął dowodzenie Kompanią Zapasową Batalionu „Belgrad” sztabu Korpusu. Od stycznia 1944 r. czasowo dowodził batalionem. Po zakończeniu wojny przebywał w Austrii. W 1949 r. wyjechał do USA.